# République du Texas
 (octobre 2021).
Si vous disposez d'ouvrages ou d'articles de référence ou si vous connaissez des sites web de qualité traitant du thème abordé ici, merci de compléter l'article en donnant les références utiles à sa vérifiabilité et en les liant à la section « Notes et références ».
2 mars 1836 – 29 décembre 1845
(9 ans, 9 mois et 27 jours)
Entités précédentes :
- République centraliste mexicaine (Texas mexicain)

Entités suivantes :
- États-Unis ( État du Texas)

La république du Texas est un état indépendant d'Amérique du Nord issue de la sécession du Texas mexicain en 1836. Il est annexé par les États-Unis d'Amérique en 1845 pour devenir l'État du Texas.

## Historique
À l'automne 1835, le Texas mexicain fait partie du département de Coahuila y Texas de la république du Mexique (ce n'est plus un État dans le sens de la Constitution de 1824 mais un département, le Mexique étant devenu « centraliste » et non « fédéraliste »).
Les États-Unis, intéressés par d'autres territoires dans le cadre de la Conquête de l'Ouest, aident ou fomentent d'autres vocations séparatistes telles celles des éphémères république du Yucatán et république du Rio Grande. Cependant, ces tentatives se heurtent notamment aux intérêts britanniques au Yucatán.
Le Texas, alors peuplé majoritairement de colons anglo-américains, se révolte contre l'État central mexicain dirigé par le président Miguel Barragán de 1835 à 1836, puis par José Justo Corro de 1836 à 1837. Après le siège de Fort Alamo en mars 1836, les colons proclament l'indépendance du Texas, qui n'est jamais reconnue par le gouvernement mexicain. Le Texas demeure constamment sous la menace d'une invasion par les troupes mexicaines.
La panique de 1837, née d'un excès de spéculation financière sur les riches terres à coton du Mississippi a pour conséquence les faillites de nombre de fermes, la chute des cours du coton, et l'émigration de milliers de planteurs ruinés vers les terres mexicaines du Texas.
Cette république indépendante perdure neuf années, jusqu'au 29 décembre 1845, date à laquelle le Texas est finalement intégré aux États-Unis, devenant le 28e État américain. Cette annexion entraîne la guerre américano-mexicaine.
Après cette lutte pour la liberté (« Freedom and Liberty »), l'indépendance permet de prolonger de 29 ans l'esclavage sur ce territoire, le Mexique ayant aboli cette pratique dès 1829,.

drapeau de la république du Texas (1836–1839)

## Frontières contestées

La république du Texas (en jaune) de 1836 à 1845 et ses revendications territoriales (en vert). Ces dernières seront provisoirement intégrées au Texas lors du traité de Guadalupe Hidalgo jusqu'au compromis de 1850.

Avant son indépendance, le territoire de l'État mexicain de Coahuila y Texas se limite à la partie orientale du Texas actuel. Après la proclamation de l’indépendance, deux factions s'opposent sur la destinée du pays.
Les « nationalistes », conduits par Mirabeau Bonaparte Lamar, souhaitent notamment l'expansion du Texas vers l'ouest et revendiquent des territoires encore mexicains, dont une portion de la Haute-Californie, ainsi que ceux de Santa Fe de Nuevo México, de Chihuahua, de Coahuila et de Tamaulipas, situés sur la rive gauche du Rio Grande et à l'est du 107e méridien au nord de sa source.
Les « modérés », menés par Samuel Houston, refusent cette politique et préconisent la coexistence pacifique avec les Américains, avant l'annexion du pays aux États-Unis.
Le comté de Miller dans le territoire de l'Arkansas, alors situé dans les limites de la nouvelle république, constitue également un point de friction américano-texan : les habitants commençant à choisir une identité texane ; cette situation conduit les deux gouvernements à avoir chacun des représentants provenant de ce comté.
L'intégration en 1845 de la république du Texas comme 28e État de l'Union déclenche la guerre américano-mexicaine, qui dure trois années. Le 2 février 1848, le traité de Guadalupe Hidalgo y met fin et consacre la cession par le Mexique des territoires revendiqués par les Texans et de ceux baptisés « Cession mexicaine » formant aujourd'hui le Sud-Ouest des États-Unis.

## Gouvernement

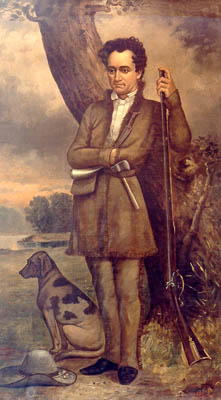
Stephen Austin.

Après l'indépendance, le Texas élit un Congrès de 29 représentants et 14 sénateurs en 1836. La Constitution texane permet au président d'effectuer un mandat de deux ans, plus tard élargi à trois ans.
La première session du Congrès a lieu en octobre 1836, à Columbia (actuellement West Columbia). Stephen Austin, parfois appelé le « père du Texas », meurt le 27 décembre 1836, après avoir servi pendant deux mois comme secrétaire d'État de la toute jeune république. À cause des relations toujours tendues avec la république mexicaine, cinq capitales se succèdent en 1836 : Washington-on-the-Brazos, Harrisburg, Galveston, Velasco et Columbia. La nouvelle ville de Houston sert de capitale de 1837 à 1839. Le gouvernement s'établit ensuite dans la nouvelle ville de Waterloo, aménagée en 1835, qui sera renommée Austin et qui demeure la capitale de l'État texan actuel.
Le fonctionnement juridique de l'État est semblable à celui des États-Unis actuels, avec une Cour suprême et vingt-trois comtés ayant chacun un shérif. Il existe deux grandes factions politiques. Les nationalistes, dirigés par Mirabeau Bonaparte Lamar, qui revendiquaient la totale indépendance du Texas, l'extension de l'État vers le Pacifique et l'expulsion des Cherokee et autres Amérindiens. Les opposants, dirigés par Sam Houston, veulent l'annexion du Texas par les États-Unis et la coexistence avec les Amérindiens.

## Relations diplomatiques

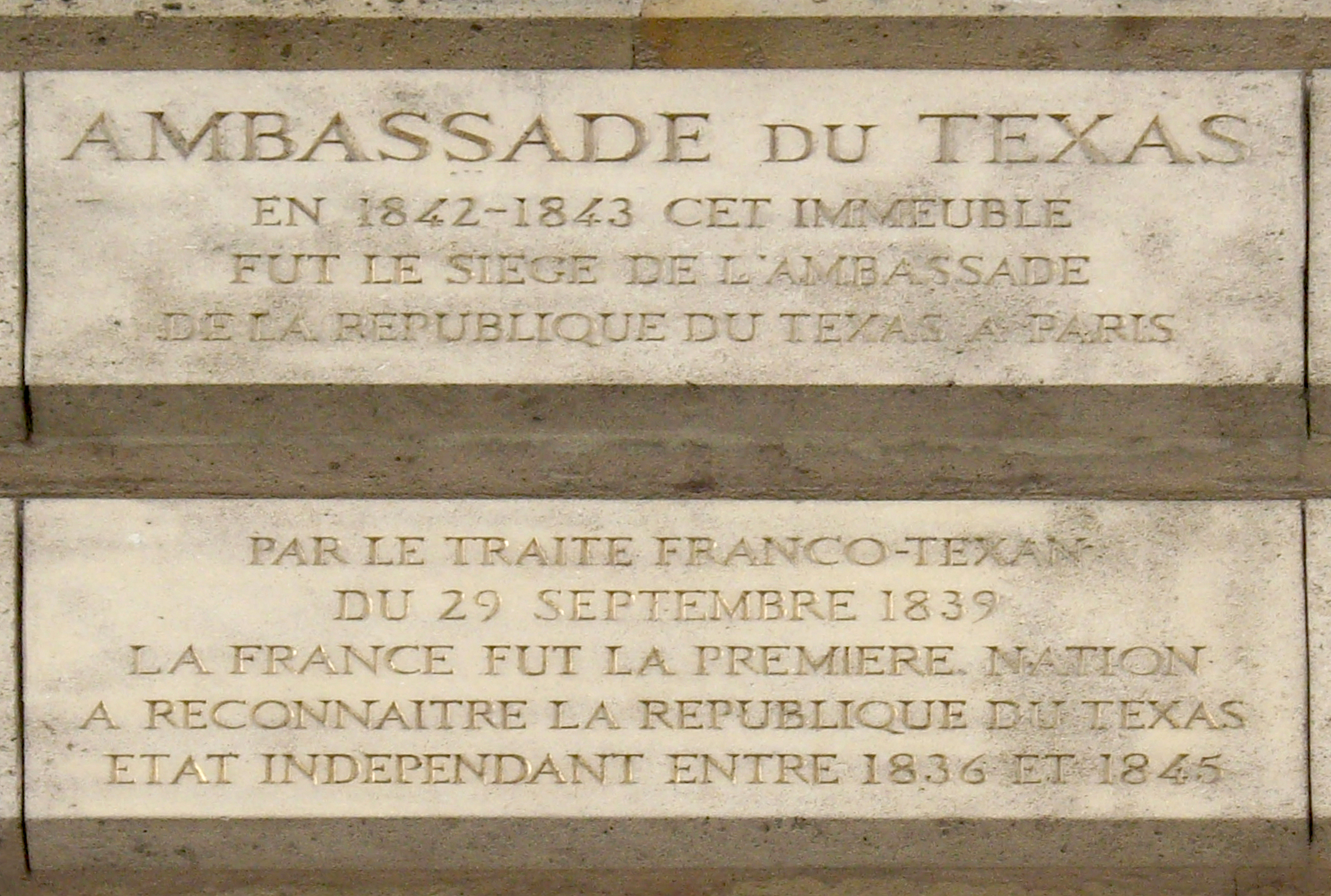
Plaque marquant l'emplacement de l'ambassade de la république du Texas à Paris au no 1 de la place Vendôme en 1842-1843.

Le 3 mars 1837, le président américain Andrew Jackson nomme Alcée Louis la Branche, membre louisianais de la Chambre des représentants, chargé d'affaires au Texas, reconnaissant ainsi officiellement l'indépendance de la République.
La France fait de même le 25 septembre 1839, lorsque le roi Louis-Philippe nomme le diplomate Jean Pierre Isidore Alphonse Dubois de Saligny chargé d'affaires du royaume.
Le Royaume-Uni ne reconnaît pas l'indépendance en raison des relations amicales qu’il entretient avec le Mexique. Mais cette non-reconnaissance n'empêche pas l'existence de liens commerciaux entre les deux états.

## Présidents et vice-présidents de la république du Texas
| Mandat                              | Président                 | Vice-président              |
| ----------------------------------- | ------------------------- | --------------------------- |
| 16 mars 1836 - 22 octobre 1836      | David G. Burnet (interim) | Lorenzo de Zavala (interim) |
| 22 octobre 1836 - 10 décembre 1838  | Samuel Houston            | Mirabeau B. Lamar           |
| 10 décembre 1838 - 13 décembre 1841 | Mirabeau B. Lamar         | David G. Burnet             |
| 13 décembre 1841 - 9 décembre 1844  | Samuel Houston            | Edward Burleson             |
| 9 décembre 1844 - 19 février 1846   | Anson Jones               | Kenneth L. Anderson         |